# Jagoda Szmytka
Jagoda Marta Szmytka (* 15. Januar 1982 in Legnica) ist eine polnische Komponistin.

## Biografie
Szmytka studierte von 2000 bis 2005 Kunstgeschichte und Philosophie an der Universität Breslau. 2004 bis 2007 folgte ein Studium der Musiktheorie und Komposition bei Krystian Kiełb und Cezary Duchnowski an der Karol Lipiński Musikakademie Breslau. 2007 bis 2012 schlossen sich Aufbaustudien in Komposition bei Pierluigi Billone, Beat Furrer, Gerhard Müller-Hornbach und Wolfgang Rihm an der Universität für Musik und darstellende Kunst Graz, der Hochschule für Musik und Darstellende Kunst Frankfurt am Main und der Hochschule für Musik Karlsruhe an.
Zu den Ensembles, die Szmytkas Kompositionen interpretieren, zählen das Ensemble Garage, ensemble mosaik, Ensemble Interface, Ensemble recherche, European Workshop for Contemporary Music, E-MEX Ensemble, Duo leise dröhnung, Kwartludum, Ensemble l’arsenale, Ensemble Besides u. a. Ihre Werke wurden beim Warschauer Herbst, Wien Modern, dem Lucerne Festival, dem Festival Eclat Stuttgart, dem Festival Ultraschall Berlin, den Darmstädter Ferienkursen, der Musica Polonica Nova, den Rheinsberger Musiktagen, dem Deutschlandfunk Köln, dem ZKM Karlsruhe, der Polnischen Nationaloper am Teatr Wielki Warschau und der Moskauer Philharmonie gespielt.
Jagoda Szmytka lebt in Offenbach. Im Sommersemester 2022 nahm sie einen Lehrauftrag für Electronic sound orchestra an der Hochschule für Musik Mainz wahr.

## Auszeichnungen
- 2007–09: Stipendium des Präsidenten der Stadt Breslau
- 2008: Kunststipendium vom Land Niederschlesien
- 2008: Stipendium des ÖAD
- 2008: Stipendium des Polnischen Ministeriums für Kultur und nationales Erbe
- 2008–09: Stipendium des DAAD
- 2010: Stipendium der Oscar und Vera Ritter-Stiftung
- 2011: Wolfgang-Rihm-Stipendium der Hoepfner Stiftung[2]
- 2011: Stipendium der Alfred Toepfer Stiftung
- 2011: Arbeitsstipendium des ZKM Karlsruhe
- 2011: Stipendium der Kunststiftung Baden-Württemberg
- 2012: Staubach Honorarium der Darmstädter Ferienkurse[3]
- 2012: Stipendienpreis der Darmstädter Ferienkurse
- 2012: Arbeitsstipendium bei La Muse en Circuit (Frankreich)
- 2013: Aufenthaltsstipendium am Herrenhaus Edenkoben[4]
- 2016: Deutscher Musikautorenpreis
- 2024/25: Sylff-Stipendium der Tokyo Foundation für ein Studienjahr im Artistic Research-Programm der Universität für Musik und darstellende Kunst Wien (mdw)[5]

## Kompositionen

### Solowerke
- körperwelten für verstärktes Streichinstrument, Zuspielungen, Video (2008)
- ¿i? study of who where when für Cembalo, Metronome, Diktaphone, Zuspielungen, Lichtprojektionen (2008)
- Open the box! #1 für Akkordeon (2010)
- Open the box! #2 für Orgel (2011)

### Kammermusik
- per ._o für 2 Flöten, Klavier (2008)
- for[UN]fall für Klarinette, Violine, Klavier, Percussion, optionale Verstärkung und Zuspielung (2009/11)
- Just before after #1 für Flöte, Klarinette, Violine, Violoncello, Klavier, Percussion, optionale Verstärkung und Zuspielungen (2010)
- Just before after #2 für Ensemble (Flöte, Klarinette, Violine, Viola, Violoncello, Kontrabass, Harfe, Percussion), optionale Verstärkung und Zuspielungen (2010)
- Watch out! of the box [as Luis B. says] für Violoncello, Klavier, Verstärkung Elektronik, min. 6 Assistenten (2011)
- electrified memories of bloody cherries. extended Landschaft von Musik für verstärktes Ensemble (Klarinette, E-Gitarre, Violoncello, Kontrabass, Schlagzeug) (2011)
- hand saw WeltAll-Stars. generously für verstärktes Ensemble (Flöte, Violine, Viola, Violoncello, Kontrabass, Klavier) (2011)
- sky-me type-me für 4 verstärkte Stimmen (2011)
- pretty sounds [üben-sein-hören] für 3 Instrumente (Flöte, Klarinette, Akkordeon), Diktaphone (2012)
- f* for music für E-Gitarre, verstärktes Cello (2012)
- for travelers like angels or vampires für verstärktes Ensemble (Flöte, Saxophon, E-Gitarre, Harfe, Violine, Violoncello, Klavier, Percussion) (2012)
- Oh no, I've lost my lofty bow für Tenorsaxophon, E-Gitarre, Akkordeon, 3 Spieler von Sound-Objekten, Verstärkung (2012)
- greetings from a doppelgänger für verstärktes Ensemble (Violine, Viola, Violoncello, Klavier, Percussion) (2013)
- Inane prattle für verstärkte Trompete und Ensemble (Flöte, Oboe, Klarinette, Fagott, Violine, Viola, Violoncello, Kontrabass), Live-Elektronik (2013)
- pores open wide shut für Flöte, Violoncello, Klavier, Percussion (2013)
- empty music für Klarinette, Viola, Violoncello, Klavier, Schlagzeug, Projektionen (2014)
- Limbo Lander. Eine audiovisuelle Performance für Flöte, Klarinette, Violine, Violoncello, Klavier, Schlagzeug, Live-Video, Live-Elektronik (2014)

### Ensemblemusik
- verb(a)renne Life!  für Ensemble (Flöte, Oboe, Klarinette, Fagott, Horn, Trompete, Posaune, 2 Schlagzeuger, 2 Violinen, Viola, Violoncello, Kontrabass) (2009)
- happy deaf people für verstärktes Cello, Ensemble (Flöte, Oboe, Klarinette, Fagott, Horn, Trompete, Posaune, Tuba, 2 Violinen, Viola, Violoncello, Klavier, Percussion), Zuspielungen, Video, Szene (2012)

### Musiktheater
- dla głosów i rąk [for hands and voices]. Kammeroper für Sopran, 7 Sänger, Ensemble (Flöte, Oboe, Klarinette, Fagott, 2 Violinen, Viola, Violoncello, Kontrabass, Klavier, 2 Schlagzeuger), Zuspielungen (2013)
- DIY or DIE. Vaudeville in 5 parts with 5 extensions. Für 1 Performer, 1 Tänzer, Solo-Trompete, Ensemble (Klarinette, Fagott, Violine, E-Bass, Percussion), Elektronik, Video, Lichtprojektion (2017)

## CDs
- Portrait-CD „Jagoda Szmytka – bloody cherries: electrified memories of bloody cherries / for travelers like angels or vampires / hand saw WeltAll-Stars. generously / sky-me, type-me / pores open wide shut / f* for music / greetings from a doppelgänger“ WERGO 2014 (WER 64142)